# 534 a.C.
Il 534 a.C. (DXXXIV a.C. in numeri romani) è un anno  del VI secolo a.C.

## Eventi
- Gli Etruschi fondano la città di Bologna col nome di Felsina.
- Ad Atene vengono organizzate le prime rappresentazioni teatrali: è la data (convenzionale) di nascita del teatro.